# リビング・イン・オブリビオン/悪夢の撮影日誌
『リビング・イン・オブリビオン/悪夢の撮影日誌』（原題：Living in Oblivion）は、1995年製作のアメリカ映画。トム・ディチロ監督・脚本のコメディ。サンダンス映画祭で脚本賞を受賞した。
脚本の着想は、ディチロ自身が監督をつとめた『ジョニー・スエード』制作時の腹立たしい経験をもとにしている。その奮闘ぶりはのちに監督をつとめる『Box of Moon Light』まで続いており、本作もあらゆるプロデューサーにオファーを断られ、出演陣やディチロの友人らの出資によって制作を実現した経緯がある。

## キャスト
- スティーヴ・ブシェミ：ニック・レイヴ
- キャサリン・キーナー：ニコール・スプリンガー
- ダーモット・マルロニー：ウルフ
- ダニエル・フォン・ゼルネック：ワンダ
- ジェームズ・レグロス：チャド
- ピーター・ディンクレイジ：ティト（本作で映画初出演）
- ケヴィン・コリガン：アシスタント・カメラマン

## ストーリー
低予算映画の撮影現場で起こる様々な騒動を描く。画面にマイクが映ってしまったり、雑音が入ったりといった技術的なトラブルから、我が侭な主演男優、俳優たちやスタッフ達の複雑な人間関係を乗り越え、なんとか監督は映画を仕上げようと奮闘する。